# Pridi Banomyong
Pridi Banomyong (thai: ปรีดี พนม ยง ค์; LBTR: Pridi Phanomyong; Ayutthaya, 11 de maig de 1900 - París, 2 de maig de 1983) va ser un estadista i primer ministre tailandès. Ell va ser nomenat una de les grans personalitats del segle XX per la Unesco en 2000.